# Sportverein Darmstadt 1898 2004-2005
Questa voce raccoglie le informazioni riguardanti lo Sportverein Darmstadt 1898 nelle competizioni ufficiali della stagione 2004-2005.

## Stagione
Nella stagione 2004-2005 il Darmstadt, allenato da Bruno Labbadia, concluse il campionato di Regionalliga sud al 5º posto.

## Rosa
| N. |                       | Ruolo | Calciatore       |
| -- | --------------------- | ----- | ---------------- |
| 1  | Ungheria (bandiera)   | P     | Ferenc Rott      |
| 2  | Gambia (bandiera)     | D     | Timo Uster       |
| 3  | Germania (bandiera)   | D     | Christian Beisel |
| 4  | Germania (bandiera)   | D     | Benjamin Kern    |
| 5  | Slovacchia (bandiera) | D     | Richard Hasa     |
| 6  | Germania (bandiera)   | D     | Dennis Grassow   |
| 7  | Turchia (bandiera)    | A     | Nazir Saridogan  |
| 8  | Serbia (bandiera)     | C     | Živojin Juškić   |
| 9  | Marocco (bandiera)    | A     | Faouzi Atmani    |
| 10 | Germania (bandiera)   | C     | Sachar Theres    |
| 11 | Germania (bandiera)   | A     | Nico Beigang     |
| 12 | Germania (bandiera)   | C     | Stefan Leitl     |
| 13 | Brasile (bandiera)    | C     | Mano Pölking     |

| N. |                      | Ruolo | Calciatore         |
| -- | -------------------- | ----- | ------------------ |
| 14 | Italia (bandiera)    | A     | Giuseppe Messinese |
| 15 | Turchia (bandiera)   | D     | Hasan Vural        |
| 17 | Croazia (bandiera)   | C     | Ivo Iličević       |
| 17 | Germania (bandiera)  | C     | Simon Schmidt      |
| 18 | Germania (bandiera)  | C     | Nikola Jovanović   |
| 19 | Germania (bandiera)  | C     | Martin Gollasch    |
| 20 | Germania (bandiera)  | C     | Dirk Wolf          |
| 21 | Germania (bandiera)  | C     | Thomas Süß         |
| 22 | Germania (bandiera)  | P     | Patrick Gräber     |
| 24 | Argentina (bandiera) | A     | Matias Cenci       |
| 25 | Germania (bandiera)  | C     | Dennis Weiland     |
| 30 | Germania (bandiera)  | P     | Bastian Becker     |

## Organigramma societario
Area tecnica
- Allenatore: Bruno Labbadia
- Allenatore in seconda:
- Preparatore dei portieri: Michael Serr
- Preparatori atletici:
- Analisi video:

## Calciomercato

### Sessione estiva
| Acquisti | Acquisti         | Acquisti             | Acquisti |
| R.       | Nome             | da                   | Modalità |
| -------- | ---------------- | -------------------- | -------- |
| C        | Mano Pölking     | Arminia Bielefeld II |          |
| D        | Christian Beisel | Eschborn             |          |
| D        | Dennis Grassow   | Unterhaching         |          |
| C        | Stefan Leitl     | Unterhaching         |          |
| C        | Sachar Theres    | Hoffenheim           |          |
| D        | Hasan Vural      | Eintracht Treviri    |          |
| C        | Dennis Weiland   | SV Erzhausen         |          |

| Cessioni | Cessioni          | Cessioni            | Cessioni |
| R.       | Nome              | a                   | Modalità |
| -------- | ----------------- | ------------------- | -------- |
| C        | Michael Aničić    | Eschborn            |          |
| C        | Claude Brancourt  | Pfullendorf         |          |
| D        | Daniel Ciucă      | Eschborn            |          |
| D        | Daniel Leifermann | Eschborn            |          |
| C        | Markus Pleuler    | Ulma                |          |
| C        | Sebastian Popp    | FV Bad Vilbel       |          |
| C        | Tobias Rott       | Germania Ober-Roden |          |
| C        | Holger Seitz      | SC Fürstenfeldbruck |          |

## Risultati

### Regionalliga

#### Girone di andata
| Arbitro: | Kempter |

|                        |           |            |
| Jerat 7’ Pupalovic 10’ | Marcatori | 32’ Theres |

| Arbitro: | Maier |

|                        |           |  |
| Wolf 43’ Saridogan 46’ | Marcatori |  |

| Arbitro: | Aytekin |

|  |           |                        |
|  | Marcatori | 82’ Beigang 90’ Atmani |

| Arbitro: | Hofmann |

|                                         |           |               |
| Beigang 2’, 16’ Leitl 14’ Saridogan 33’ | Marcatori | 84’ Coulibaly |

| Arbitro: | Schmidt |

|               |           |            |
| Tölcseres 12’ | Marcatori | 63’ Theres |

| Arbitro: | Kircher |

|                        |           |                 |
| Beigang 11’ Theres 85’ | Marcatori | 47’ Sprecakovic |

| Arbitro: | Sippel |

|                        |           |               |
| Willmann 71’ Delic 90’ | Marcatori | 41’ Saridogan |

| Arbitro: | Pickel |

|            |           |                      |
| Theres 36’ | Marcatori | 73’ Wörle 82’ Holzer |

| Arbitro: | Wack |

|  |           |            |
|  | Marcatori | 50’ Theres |

| Arbitro: | Palilla |

|  |           |            |
|  | Marcatori | 74’ Schmid |

| Arbitro: | Greth |

|                |           |                               |
| Rahmanovic 12’ | Marcatori | 7’ Cenci 78’ Hasa 89’ Pölking |

| Darmstadt 24 ottobre 2004, ore 18:00 CEST 12ª giornata | Darmstadt | 0 – 0 referto | Nöttingen | Stadion am Böllenfalltor (4 143 spett.)\| Arbitro: \| Dingert \| |
| Arbitro:                                               | Dingert   |               |           |                                                                  |

| Arbitro: | Albrecht |

|  |           |                  |
|  | Marcatori | 65’ (rig.) Cenci |

| Arbitro: | Sahler |

|            |           |                  |
| Theres 55’ | Marcatori | 26’, 79’ Nagorny |

| Arbitro: | Kempter |

|            |           |  |
| Ollhoff 2’ | Marcatori |  |

| Darmstadt 20 novembre 2004, ore 14:30 CET 16ª giornata | Darmstadt  | 0 – 0 referto | Bayern Monaco II | Stadion am Böllenfalltor (3 849 spett.)\| Arbitro: \| Brombacher \| |
| Arbitro:                                               | Brombacher |               |                  |                                                                     |

| Arbitro: | Stark |

|            |           |  |
| Helmes 75’ | Marcatori |  |

#### Girone di ritorno
| Arbitro: | Schmidt |

|                                |           |  |
| Pölking 37’, 67’ Jovanović 45’ | Marcatori |  |

| Arbitro: | Brych |

|                                            |           |             |
| Gómez 41’ (rig.) Dangelmayr 76’ Schuon 84’ | Marcatori | 21’ Grassow |

| Arbitro: | Schlutius |

|                                    |           |  |
| Iličević 40’ Pölking 72’ Cenci 90’ | Marcatori |  |

| Arbitro: | Bielmeier |

|  |           |                                            |
|  | Marcatori | 30’ Cenci 45’ Iličević 65’ Wolf 76’ Theres |

| Arbitro: | Walz |

|             |           |                         |
| Beigang 20’ | Marcatori | 30’ Benda 86’ Hutwelker |

| Arbitro: | Wagner |

|              |           |                          |
| Boskovic 54’ | Marcatori | 45’ Theres 51’ Jovanović |

| Arbitro: | Brych |

|                         |           |  |
| Cenci 72’ Saridogan 89’ | Marcatori |  |

| Arbitro: | Bauer |

|  |           |             |
|  | Marcatori | 35’ Beigang |

| Arbitro: | Sippel |

|  |           |                    |
|  | Marcatori | 4’ Happe 57’ Gerov |

| Arbitro: | Albrecht |

|  |           |                                       |
|  | Marcatori | 30’ Pölking 65’ Beigang 72’ Saridogan |

| Arbitro: | Polony |

|  |           |           |
|  | Marcatori | 53’ Mesic |

| Arbitro: | Pflaum |

|                       |           |                             |
| Ketterer 6’ Frank 33’ | Marcatori | 10’, 72’ Beigang 89’ Theres |

| Arbitro: | Drees |

|             |           |            |
| Beigang 64’ | Marcatori | 73’ Hughes |

| Elversberg 13 maggio 2005, ore 19:00 CEST 31ª giornata | Elversberg | 0 – 0 referto | Darmstadt | Waldstadion an der Keiserlinde (600 spett.)\| Arbitro: \| Palilla \| |
| Arbitro:                                               | Palilla    |               |           |                                                                      |

| Arbitro: | Bauer |

|                                  |           |                          |
| Saridogan 5’ Leitl 48’ Uster 76’ | Marcatori | 52’ Cescutti 71’ Hofmann |

| Arbitro: | Aytekin |

|                 |           |                  |
| Buck 80’ (rig.) | Marcatori | 66’ (rig.) Cenci |

| Arbitro: | Schriever |

|                       |           |                                |
| Leitl 68’ Beigang 86’ | Marcatori | 40’ Döring 50’ Lord 81’ Helmes |

## Statistiche

### Statistiche di squadra
| Competizione     | Punti | In casa | In casa | In casa | In casa | In casa | In casa | In trasferta | In trasferta | In trasferta | In trasferta | In trasferta | In trasferta | Totale | Totale | Totale | Totale | Totale | Totale | DR  |
| Competizione     | Punti | G       | V       | N       | P       | Gf      | Gs      | G            | V            | N            | P            | Gf           | Gs           | G      | V      | N      | P      | Gf     | Gs     | DR  |
| ---------------- | ----- | ------- | ------- | ------- | ------- | ------- | ------- | ------------ | ------------ | ------------ | ------------ | ------------ | ------------ | ------ | ------ | ------ | ------ | ------ | ------ | --- |
| Regionalliga sud | 54    | 17      | 7       | 3       | 7       | 25      | 18      | 17           | 9            | 3            | 5            | 25           | 15           | 34     | 16     | 6      | 12     | 50     | 33     | +17 |
| Totale           | 54    | 17      | 7       | 3       | 7       | 25      | 18      | 17           | 9            | 3            | 5            | 25           | 15           | 34     | 16     | 6      | 12     | 50     | 33     | +17 |

### Andamento in campionato
| Giornata  | 1  | 2 | 3 | 4 | 5 | 6 | 7 | 8 | 9 | 10 | 11 | 12 | 13 | 14 | 15 | 16 | 17 | 18 | 19 | 20 | 21 | 22 | 23 | 24 | 25 | 26 | 27 | 28 | 29 | 30 | 31 | 32 | 33 | 34 |
| --------- | -- | - | - | - | - | - | - | - | - | -- | -- | -- | -- | -- | -- | -- | -- | -- | -- | -- | -- | -- | -- | -- | -- | -- | -- | -- | -- | -- | -- | -- | -- | -- |
| Luogo     | T  | C | T | C | T | C | T | C | T | C  | T  | C  | T  | C  | T  | C  | T  | C  | T  | C  | T  | C  | T  | C  | T  | C  | T  | C  | T  | C  | T  | C  | T  | C  |
| Risultato | P  | V | V | V | N | V | P | P | V | P  | V  | N  | V  | P  | P  | N  | P  | V  | P  | V  | V  | P  | V  | V  | V  | P  | V  | P  | V  | N  | N  | V  | N  | P  |
| Posizione | 12 | 6 | 6 | 2 | 2 | 2 | 3 | 5 | 4 | 6  | 4  | 4  | 4  | 5  | 7  | 7  | 8  | 8  | 8  | 8  | 6  | 8  | 5  | 5  | 5  | 5  | 4  | 5  | 5  | 6  | 6  | 5  | 5  | 5  |

Legenda:

Luogo: C = Casa; T = Trasferta. Risultato: V = Vittoria; N = Pareggio; P = Sconfitta.

### Statistiche dei giocatori
| F. Atmani    | 9  | 1  | 1 | 0 |
| B. Becker    | 34 | 0  | 0 | 0 |
| N. Beigang   | 33 | 11 | 4 | 0 |
| C. Beisel    | 6  | 0  | 0 | 0 |
| M. Cenci     | 30 | 6  | 1 | 0 |
| M. Gollasch  | 4  | 0  | 0 | 0 |
| D. Grassow   | 24 | 1  | 8 | 0 |
| P. Gräber    | 2  | 0  | 0 | 0 |
| R. Hasa      | 25 | 1  | 2 | 0 |
| I. Iličević  | 14 | 2  | 2 | 0 |
| N. Jovanović | 27 | 2  | 1 | 0 |
| Ž. Juškić    | 28 | 0  | 9 | 0 |
| B. Kern      | 26 | 0  | 1 | 1 |
| S. Leitl     | 33 | 3  | 6 | 0 |
| G. Messinese | 0  | 0  | 0 | 0 |
| M. Pölking   | 28 | 5  | 2 | 0 |
| F. Rott      | 0  | 0  | 0 | 0 |
| N. Saridogan | 34 | 6  | 3 | 0 |
| S. Schmidt   | 1  | 0  | 0 | 0 |
| T. Süß       | 4  | 0  | 0 | 0 |
| S. Theres    | 31 | 9  | 5 | 1 |
| T. Uster     | 21 | 1  | 3 | 1 |
| H. Vural     | 22 | 0  | 1 | 1 |
| D. Weiland   | 2  | 0  | 0 | 0 |
| D. Wolf      | 28 | 2  | 5 | 0 |